# Чурек (хлеб)
Чурек (тур. и туркм. çörek, азерб. çörək — хлеб) — название пресных хлебных лепёшек в Туркменистане, Турции, Азербайджане и на Северном Кавказе (в основном в Кабардино-Балкарии и Карачаево-Черкесии). Выпекается из пшеничной, ячменной или кукурузной муки, как правило в золе.
В Туркменистане, чурек в основном пекут в тамдырах. Помимо обычного чурека, туркмены пекут такие разновидности как этли-чорек (чурек с мясом), дограма-чорек, яглы-чорек (маслянистый слоеный чурек) и кульче (чурек из теста с добавлением молока).
Азербайджанский чурек в сельской местности выпекается на глиняном (первоначально) или металлическом, слегка выпуклом листе (называемым садж), размещаемым над очагом. Чуреки (и лаваши) также пекут и в тандырах. Название чурек входит в наименование азербайджанского песочного печенья шакер-чурек.